# Emma de France (894-934)
Pour les articles homonymes, voir Emma de France et Emma.
Emma (894-934), princesse franque de la famille des Robertiens, fut successivement duchesse de Bourgogne (921-923) et reine des Francs (923-934).

## Famille
Emma est la fille aînée de Robert Ier, comte de Paris, d'Auxerre, d'Orléans, d'Anjou et de Tours, marquis de Neustrie et futur roi des Francs, et de sa deuxième épouse, Béatrice de Vermandois, fille d'Herbert Ier et de Luitgarde. Elle est la sœur du duc Hugues le Grand. C'est une princesse robertienne mais également une carolingienne en tant que descendante de Charlemagne en ligne maternelle.
À sa naissance, Emma est la nièce du roi des Francs occidentaux Eudes mais à la mort de celui-ci, le 3 janvier 898, Robert, le père d'Emma, tout en conservant l'ensemble de ses domaines et de ses titres, se déclare vassal du nouveau roi, le Carolingien Charles III le Simple. Il prendra toutefois la tête de la révolte contre Charles et le 22 juin 922, sera acclamé roi, avant d'être couronné à Reims.

## Mariage et descendance
Emma était, d'après le moine et chroniqueur Rodolphe le Glabre, très belle et très intelligente. Elle fut donnée en mariage vers 910 (ou entre 911 et 919 selon d'autres sources) à l'héritier du duché de Bourgogne, Raoul, fils aîné de Richard le Justicier, de la famille des Bosonides, et d'Adélaïde, fille du comte de Bourgogne Transjurane, Conrad II, de la famille des Welf.
Emma et Raoul eurent deux enfants, morts tous deux sans unions ni descendance :
- Louis (?-décédé avant le 14 juin 929), n'est pas cité dans la donation de sa grand-mère Adélaïde et est mort avant son père ;
- Judith (?-décédée entre le 14 juin 929 et 935), morte après sa grand-mère Adélaïde, qui la cite dans sa donation, est également morte avant son père.

## Règne
En 921, à la mort de Richard, Raoul devint duc. À la mort de son père Robert, le 15 juin 923 durant la bataille qui détermina la défaite du roi Charles, Emma s'employa auprès de son frère Hugues pour qu'il appuie la nomination de Raoul comme roi des Francs. Ce dernier fut sacré le 13 juillet 923 à l’abbaye Saint-Médard de Soissons.
Apprenant la nouvelle, Emma, d'après le moine Flodoard, contraignit l'archevêque Seulfe à la couronner reine à Reims, en l'absence de son mari encore occupé à combattre les troupes de Charles III et de son beau-frère Herbert II de Vermandois, époux d'Adèle, demi-sœur d'Emma. Cela fit d'elle la première reine franque couronnée.
Emma fit tomber Avalon en 931 et en 933, conduisit le siège de Château-Thierry contre Herbert II, à la tête de l'armée du roi Raoul.
Elle aida son époux à enrayer les révoltes des grands vassaux du royaume.
Sa mort survint le 2 novembre 934 (la date est reportée dans le nécrologe de l'abbaye de Saint-Germain-des-Prés), à Auxerre, deux ans avant celle de son mari.